# Jauron
Pour les articles homonymes, voir Joron.
Le Jauron ou Joron est une rivière française qui coule dans le département du Puy-de-Dôme. C'est un affluent de l'Allier en rive droite, donc un sous-affluent de la Loire.
Il donne son nom à la communauté de communes de la Vallée du Jauron.

## Géographie
Le Jauron prend naissance dans les monts du Livradois, sur le territoire de la commune d'Isserteaux au sein d'une région de bois et de forêts, située dans le parc naturel régional du Livradois-Forez. Son orientation générale va du sud-est vers le nord-ouest. Il se jette dans l'Allier au niveau de la localité de Beauregard-l'Évêque, située à une dizaine de kilomètres au nord-est de Clermont-Ferrand.

## Communes traversées
Le Jauron traverse ou longe les communes suivantes :
- Département du Puy-de-Dôme : Isserteaux, Fayet-le-Château, Montmorin, Égliseneuve-près-Billom, Glaine-Montaigut, Billom, Reignat, Moissat, Espirat, Vertaizon, Bouzel et Beauregard-l'Évêque.

## Hydrologie
Le débit du Joron a été observé pendant une période de 39 ans (1970-2008), à Beauregard-l'Évêque, localité du département du Puy-de-Dôme, située tout près du confluent avec
l'Allier. La zone observée est de 119 km2, soit la quasi-totalité du bassin versant de la rivière.
Le module de la rivière à Beauregard-l'Évêque est de 0,824 m3/s.
Le Joron présente des fluctuations saisonnières de débit modérées et typiques des cours d'eau de montagne d'Auvergne. Les hautes eaux se déroulent en hiver et au printemps et portent le débit mensuel moyen à des niveaux situés entre 0,976 et 1,47 m3/s, de décembre à mai inclus. On y distingue deux maxima : le premier en février, le second en avril, correspondant à la fonte des neiges. Les basses eaux ont lieu en été, de juillet à septembre inclus, avec une baisse du débit moyen mensuel atteignant 0,309 m3/s au mois de juillet, ce qui reste fort acceptable.
Cependant, le VCN3 peut chuter jusque 0,005 m3/s, en cas de période quinquennale sèche, soit 5 litres par seconde, ce qui devient sévère à très sévère.
D'autre part, les crues peuvent être assez importantes, compte tenu de la petitesse du bassin versant. Les QIX 2 et QIX 5  valent respectivement 9,2 et 13 m3/s. Le QIX 10 vaut 15 m3/s, tandis que le QIX 20 est de 18 m3/s. Le QIX 50 quant à lui n'a pas encore été calculé.
Le débit instantané maximal enregistré à Beauregard-l'Évêque a été de 36,6 m3/s le 17 avril 2005, tandis que la valeur journalière maximale était de 25,8 m3/s le même jour. En comparant le premier de ces chiffres aux valeurs des différents QIX de la rivière, il apparaît que cette crue était très supérieure à la crue vicennale calculée par le QIX 20 (plus du double), et donc très exceptionnelle.
La lame d'eau écoulée dans le bassin du Joron est de 219 millimètres annuellement, ce qui est médiocre pour la région, très nettement inférieur à la moyenne d'ensemble de la France (320 millimètres), mais inférieur également à celle de l'ensemble du bassin versant de la Loire (244 millimètres). Le débit spécifique (ou Qsp) se monte dès lors à 6,9 litres par seconde et par kilomètre carré de bassin.